# Hrabstwo Crockett (Tennessee)
Hrabstwo Crockett (ang. Crockett County) – hrabstwo w stanie Tennessee w Stanach Zjednoczonych. Obszar całkowity hrabstwa obejmuje powierzchnię 265,47 mil² (687,56 km²). Według szacunków United States Census Bureau w roku 2009 miało 14 492 mieszkańców.
Hrabstwo powstało w 1871 roku. 
Hrabstwo należy do nielicznych hrabstw w Stanach Zjednoczonych należących do tzw. dry county, czyli hrabstw gdzie decyzją lokalnych władz obowiązuje całkowita prohibicja.

## Miasta
- Alamo
- Bells
- Friendship
- Gadsden
- Maury City[6]